# ジーゲナ (小惑星)
ジーゲナ (386 Siegena) は、小惑星帯にあるとても大きな小惑星で、C型小惑星に分類される。
マックス・ヴォルフがハイデルベルクで発見し、ドイツの都市ジーゲンにちなんで命名された。